# غوانيلات سيكلاز
Cyclase Guanylate أو غوانيلات سيكلاز (EC 4.6.1.2 ، والمعروف أيضًا باسم cyclase guanyl ، أو guanylyl cyclase ، أو GC) هو إنزيم لياز يحول (GTP)  غوانوزين ثلاثي الفوسفات إلى حلقي غوانوسين أحادي الفوسفات (cGMP) و بيروفوسفات. [1] غالبًا ما يكون جزءًا من سلسلة إشارات البروتين G التي يتم تنشيطها من خلال مستويات الكالسيوم المنخفضة داخل الخلايا وتثبطها مستويات الكالسيوم العالية داخل الخلايا. استجابة لمستويات الكالسيوم، يقوم cyclase بتوليف cGMP من GTP. يحافظ cGMP على قنوات cGMP المفتوحة، مما يسمح بدخول الكالسيوم إلى الخلية. [2]
مثل cAMP ، يعد cGMP رسولًا ثانيًا مهمًا يستوعب الرسالة التي يحملها الرسل بين الخلايا مثل هرمونات الببتيد وأكسيد النيتريك ويمكن أن يعمل أيضًا ك autocrine signal. [1] اعتمادًا على نوع الخلية، يمكن أن تؤدي إلى تغييرات تكيفية / تطورية تتطلب تخليق البروتين. في العضلات الملساء، يعد cGMP إشارة للاسترخاء، ويقترن بالعديد من الآليات المثلية بما في ذلك تنظيم توسع الأوعية، ونبرة الصوت، وإفراز الأنسولين، والتمعج. بمجرد تشكيله، يمكن أن يتحلل cGMP بواسطة الفسفوديستراز، والتي هي نفسها تحت أشكال مختلفة من التنظيم، اعتمادًا على الأنسجة.

## رد فعل
يحفز Cyclase Guanylate رد فعل ثلاثي فوسفات الغوانوزين (GTP) إلى 3 '، 5'-cyclic monoosposphate (cGMP) و pyrophosphate:

## تأثيرات
تم العثور على Cyclase Guanylate في شبكية العين (RETGC) وينظم النقل الضوئي البصري في القضبان والمخاريط. وهو جزء من نظام التغذية المرتدة السلبية الكالسيوم الذي يتم تنشيطه استجابة لفرط استقطاب مستقبلات الضوء عن طريق الضوء. يؤدي ذلك إلى تقليل الكالسيوم داخل الخلايا، مما يحفز البروتينات المنشطة للجليكلات (GCAPs). أظهرت الدراسات أن تخليق cGMP في المخاريط أعلى بحوالي 5-10 مرات مما هو عليه في القضبان، مما قد يلعب دورًا مهمًا في تعديل التكيف مع الضوء. [3] بالإضافة إلى ذلك، أظهرت الدراسات أن سمك الزرد يعبر عن عدد أكبر من النهود العالمية لمكافحة الفقر من الثدييات، وأن سمك النرد النعام يمكن أن يربط ما لا يقل عن ثلاثة أيونات الكالسيوم. [4]
(Guanylate cyclase 2C (GC-C) هو إنزيم يتم التعبير عنه بشكل رئيسي في الخلايا العصبية المعوية. يؤدي تنشيط GC-C إلى تضخيم استجابة الخلية المثيرة التي يتم تعديلها بواسطة مستقبلات الغلوتامات وأسيتيل كولين. GC-C ، في حين يُعرف بشكل رئيسي بتنظيمه الإفرازي في الظهارة المعوية، يتم التعبير عنه أيضًا في الدماغ. على وجه التحديد، تم العثور عليه في السوماتية والتشعبات للخلايا العصبية الدوبامينية في المنطقة البطنية البطنية (VTA) والمادة السوداء. تشير بعض الدراسات إلى أن هذا المسار له دور في نقص الانتباه والسلوك المفرط النشاط. [5]
يحتوي سيكلاز guanylate القابل للذوبان على جزيء من الهيم، ويتم تنشيطه في المقام الأول من خلال ربط أكسيد النيتريك (NO) بهذا الهيم. sGC هو المستقبل الأساسي للناقل العصبي الغازي القابل للذوبان في الغشاء. وقد ثبت أن التعبير sGC هو الأعلى في المخطط مقارنة بمناطق الدماغ الأخرى، وقد تم استكشافه كمرشح محتمل لاستعادة الخلل المخطط في مرض باركنسون. تعمل sGC كوسيط داخل الخلايا لتنظيم الدوبامين والغلوتامات. ارتبط التنظيم، الذي يخلق حساسية عصبية، لـ cGMP في المخطط المستنفد للدوبامين بأعراض باركنسون. وقد ثبت أن زيادة cGMP داخل الخلايا تساهم في استثارة الخلايا العصبية المفرطة والنشاط الحركي. يمكن أن يؤدي تنشيط هذا المسار أيضًا إلى تحفيز إطلاق الغلوتامات قبل المشبكية ويسبب زيادة تنظيم مستقبلات AMPA بعد المعالجة.

## أنواع
هناك أشكال مرتبطة بغشاء (النوع 1 ، مستقبلات مقترنة بغوانلات السيكلاز) وقابلة للذوبان (النوع 2 ، سيكلاز جوانيلات قابلة للذوبان) من سيكلات الغانيلات.
تشتمل سيكلات الغوانيلات المرتبطة بغشاء على نطاق خارجي ملزم ligand (على سبيل المثال، لهرمونات الببتيد مثل BNP و ANP) ، ومجال عبر الغشاء، ومجال حفاز داخلي متماثل مع cyclases adenylyl. [8] تم مؤخرًا اكتشاف سيكلاز غوانيلات ذات بوابات ضوئية مباشرة في فطر مائي. [9] [10]
في شبكية الثدييات، تم تحديد شكلين من cyclase guanylate ، كل مشفر بواسطة جينات منفصلة. RETGC-1 و RETGC-2. تم العثور على RETGC-1 للتعبير عنه بمستويات أعلى في المخاريط مقارنة بخلايا القضيب. وقد أظهرت الدراسات أيضًا أن الطفرات في جين RETGC-1 يمكن أن تؤدي إلى ضمور القضيب المخروطي عن طريق تعطيل عمليات النقل الضوئي.

## الطفرات
الحثل المخروطي (COD) هو تدهور شبكي لوظيفة المستقبلات الضوئية حيث يتم فقدان وظيفة المخروط في بداية الحثل ولكن يتم الحفاظ على وظيفة القضيب حتى النهاية تقريبًا. وقد تم ربط COD بالعديد من الطفرات الجينية بما في ذلك الطفرات في منشط سيكلوز جوانيلات 1A (GUCA1A) وسيكانيز 2D (GUY2D) بين الإنزيمات الأخرى. على وجه التحديد، رموز GUY2D لـ RETGC-1 ، التي تشارك في التكيف المخروطي وحساسية المستقبل الضوئي من خلال توليف cGMP. تركيزات منخفضة من الكالسيوم تسبب تعتيم بروتينات RETGC-1 من خلال التحفيز من بروتينات تنشيط سيكلاز الجوانيات (GCAP). تحدث هذه العملية في الأحماض الأمينية 817-857 ، وتزيد الطفرات في هذه المنطقة تقارب RETGC-1 لـ GCAP. هذا يعمل على تغيير حساسية الكالسيوم في الخلايا العصبية من خلال السماح بتنشيط RETGC-1 بواسطة GCAP عند مستويات الكالسيوم أعلى من النوع البري. لأن RETGC-1 ينتج cGMP ، الذي يحافظ على فتح قنوات بوابات النوكليوتيد الدورية مما يسمح بتدفق الكالسيوم، فإن هذه الطفرة تسبب مستويات عالية للغاية من الكالسيوم داخل الخلايا. الكالسيوم، الذي يلعب العديد من الأدوار في الخلية ويتم تنظيمه بإحكام، يعطل الغشاء عندما يظهر بشكل زائد. أيضا، يرتبط الكالسيوم بموت الخلايا المبرمج عن طريق التسبب في إطلاق السيتوكروم ج. لذلك، يمكن أن تسبب الطفرات في RETGC-1 COD عن طريق زيادة مستويات الكالسيوم داخل الخلايا وتحفيز موت المستقبلات الضوئية المخروطية.